# Ercole Cacherano d'Osasco
MGiuseppe Ercole Agapito Cacherano, conte d'Osasco (Asti, 1735 – Torino, 1804) è stato un politico italiano, sindaco di Torino nel 1792 e 1793.

## Biografia
Figlio primogenito dello storico e scrittore Carlo Giovanni Battista, conte di Cantarana, e di Anna Teresa Roero di Cortanze.
Studiò nel Collegio dei Nobili a Parma e all'Accademia Reale di Torino.
Sposò Rosalia Matilde, figlia del conte Carlo Cacherano. Tra i loro figli, il primogenito Enrico entrò nel corpo dei decurioni di Torino, mentre Teobaldo (1768-1848) ed Evaristo (1770 circa-1799) diventarono cavalieri di Malta.
Fu socio della Società Agraria di Torino e pubblicò uno studio sulla produzione dell'olio di colza.
Il fratello Policarpo fu generale d'armata e precettore di Carlo Alberto di Savoia.
Anche il nipote Carlo entrò nel corpo decurionale della città di Torino e fu sindaco della città, nel 1838.
È sepolto nella chiesa parrocchiale di Cantarana, attualmente ricordato con una lapide.